# Mate Meršić Miloradić
Mate Meršić Miloradić (Mersich Máté) (Frakanava, 19. rujna 1850. – Hrvatska Kemlja, 15. veljače 1928.), gradišćanskohrvatski svećenik, matematičar, filozof, astronom te najpoznatiji gradišćanskohrvatski pjesnik. Tvorac je himne gradišćanskih Hrvata. Pisao je na njemačkom, mađarskom, latinskom i hrvatskom jeziku. Sam si je nadjenuo nadimak Miloradić, da bi tako naznačio da mu je milo i rado raditi za svoj hrvatski narod.

## Djelo
Miloradić je bio urednik prvih tjednih hrvatskih novina koje su se zvale Naše novine a uređivao je i Kalendar svete Familije. Napisao je Slovnicu hrvatskoga jezika i školske knjige za fiziku i vjeronauk.
Bavio se filozofijom, astronomijom, geometrijom, matematikom, fizikom i teologijom, a svoja znanstvena djela je izdavao u različitim znanstvenim časopisima širom Europe. Izašla su mu i dva velika djela na njemačkom jeziku.